# Mesosemia thymetus
Mesosemia thymetus är en fjärilsart som beskrevs av Pieter Cramer 1777. Mesosemia thymetus ingår i släktet Mesosemia och familjen Riodinidae. Inga underarter finns listade i Catalogue of Life.

## Bildgalleri

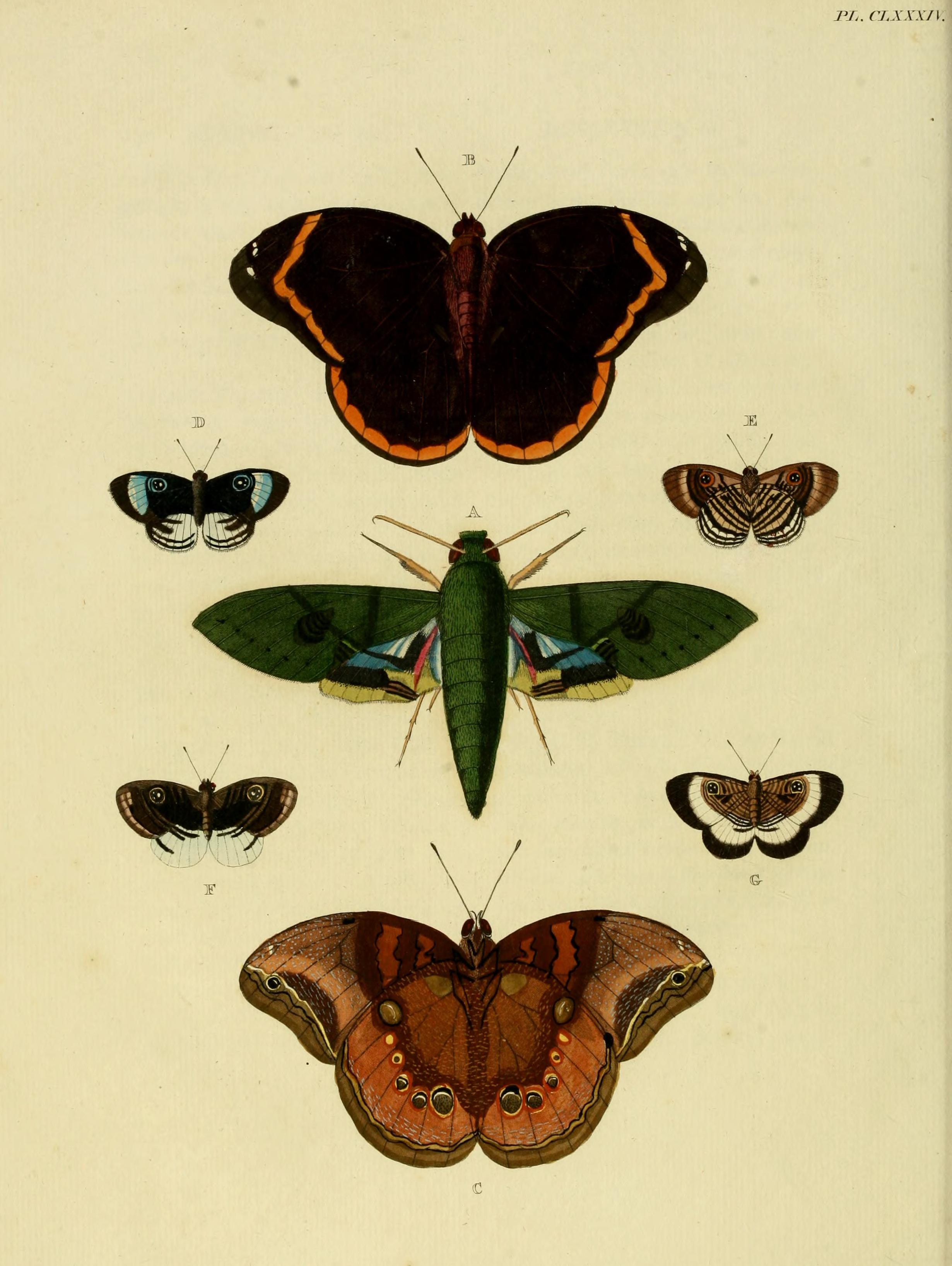